# Ремус Лупин
Ремус Лупин е литературен герой на английската писателка Джоан Роулинг от нейните книги за Хари Потър. Преподава предмета „Защита срещу Черните изкуства“ през третата година на Хари Потър в училището Хогуортс.

## Външен вид
Върколак. Носи стари, овехтели дрехи и изглежда болнав и уморен. Тих, но пакостник. Джо казва: „Лупин е прекрасен учител и много добър човек, но той има недостатък и той е, че обича да е харесван, но тъй като не е от повечето хора, е щастлив, когато има приятели, макар и малко“Най-добрият му приятел е Сириус Блек.
Глас: дрезгав.
От книгите:
„Непознатия беше облечен в извънредно дрипави магьоснически дрехи, които бяха закърпени на доста места. Той изглеждаши болнав и изтощен. Въпреки че беше млад, кестенявата му коса беше леко посивяла.“
„Въпреки че беше доста млад, Лупин изглеждаше изморен и болнав, косата му бе по – прошарена от преди, и дрехите му бяха по – закърпени и дрипави от всякога.“

## Умения и принадлежности
Други пособия: създава Хитроумната карта, заедно с Джеймс Потър, Сириус Блек и Питър Петигрю през последните им 2 години в Хогуортс.
Организации и сдружения:
Един от четиримата членове на групата Marauders в училище, известни с извършените от тях пакости (И смятани от професор Минерва
Макгонагол за предшественици на братята Фред и Джорд Уизли).
Член на Орденът на Феникса.
Внедрен по заповед от Ордена на феникса в таен съюз на върколаци, за да събира сведения за Лорд Волдемор.
Умения: Вероятно познава замъка и земите около него по-добре от всеки друг, освен близнаците Уизли. Специалист по Защита срещу Черните Изкуства.

## Появяване
Хари, Хърмаяни и Рон виждат Професор Лупин за пръв път в едно от купетата на Хогуортс Експрес, облечен в извънредно стари, овехтели магьоснически дрехи и прошарена коса, което е странно за възрастта му. Той изглежда болнав и изтощен. Рон казва: „Той изглежда така сякаш една добра магия ще го довърши.“ Но Лупин е талантлив магьосник. Той отпрати един от дименторите във влака и получи одобрение от Мадам Помфри задето е дал на учениците шоколад, за да се отърсят от шока („Ето най-сетне преподавател по Защита срещу Черните изкуства, който си разбира от работата“ – казва тя).
Часовете на професор Лупин дават на учениците първото им истинско изпитание срещу Черните Изкуства и Същества. Той преподава със стил, изгражда самочуствие и знания у децата, също така е мил, има чувство за хумор и с това прави часовете си най-популярни. Той помага на Хари и го учи как да създава покровител, за да отблъсква диментори. Прекарва доста време с Хари и става не само негов любим учител, но и негов приятел. Схватлив и търпелив, Лупин отклонява злобата на Снейп и дава на Невил Лонгботъм неговия пръв миг на слава.
Истината за болестта на професор Лупин се разкрива от Хърмаяни, когато Ремус слага край на сблъсъка между Хари и Сириус в Къщата на Крясъците и тя го разобличава, че е върколак. Замислен и интроспективен, Ремус разкрива трудностите в живота си и история за група приятели, включващи Джеймс Потър и Сириус Блек и създаването на Хитроумната карта. Джеймс наричал нещастието на Лупин „малкият космат проблем“.
Хари разбира, че Лупин е Г-н Лун – един от създателите на Хитроумната карта. За да докажат истината, Ремус и Сириус принуждават Питър Петигрю да приеме човешката си форма и тъжната история за предателството на Петигрю спрямо Лили и Джеймс се разкрива. Но в стремежа си да стигне до Къщата на крясъците, когато вижда върху Хитроумната карта как Сириус Блек завлича Рон и Питър към тунела и Хари и Хърмаяни, които ги следват, Ремус забравя да изпие еликсира от самакитка и затова той по-късно се трансформира във върколак и бива неконтролируем. Петригрю изчезва в гората, а Хари използва Покровителя, за да спаси себе си, Сириус и Хърмаяни от дименторите. Загрижен за безопасността на учениците в „Хогуортс“, Ремус подава оставка.
След като напуска Хогуортс, той не може да си намери стабилна работа. Но през есента и зимата на 1996 той работи за Ордена на Феникса, внедрен в тайния комитет на върколаците.